# Rete tranviaria di Volgograd
La rete tranviaria di Volgograd è la rete tranviaria che serve la città russa di Volgograd.